# Gorzysław (województwo pomorskie)
Gorzysław (kaszb. Gòrzësłôw, niem. Friedrichshof) – wieś w Polsce położona w województwie pomorskim, w powiecie słupskim, w gminie Główczyce.
W latach 1975–1998 miejscowość administracyjnie należała do województwa słupskiego.

## Nazwa
Nazwa miejscowości jest tzw. chrztem nazewniczym i ma charakter pseudodzierżawczy. Powstała przez dodanie do nazwy osobowej Gorzysław formantu *-jь. Pierwotna niemiecka nazwa Friedrichshof ma charakter pamiątkowy i jest złożeniem dwóch członów: nazwy osobowej Friedrich „Fryderyk” i Hof „zagroda”.
Rada Języka Kaszubskiego proponuje opartą na polskiej kaszubską formę nazwy Gòrzësłôw.